# Кайова (округ, Колорадо)
Шаблон:StateAbbr_ 38°26′ пн. ш. 102°44′ зх. д. / 38.43° пн. ш. 102.74° зх. д.
Округ Кайова (англ. Kiowa County) — округ (графство) у штаті Колорадо, США. Ідентифікатор округу 08061.

## Історія
Округ утворений 1889 року.

## Демографія
За даними перепису 
2000 року 
загальне населення округу становило 1622 осіб, усе сільське.
Серед мешканців округу чоловіків було 811, а жінок — 811. В окрузі було 665 домогосподарств, 452 родин, які мешкали в 817 будинках.
Середній розмір родини становив 2,97.
Віковий розподіл населення поданий у таблиці:
| Стать    | До 15 років | 15-21 | 22-29 | 30-39 | 40-49 | 50-65 | 65-85 | Понад 85 |
| -------- | ----------- | ----- | ----- | ----- | ----- | ----- | ----- | -------- |
| Чоловіки | 168         | 83    | 73    | 90    | 134   | 141   | 102   | 20       |
| Жінки    | 156         | 77    | 70    | 100   | 116   | 129   | 137   | 26       |

## Суміжні округи
- Шаєнн — північ
- Грілі, Канзас — схід
- Бент — південь
- Проверс — південь
- Отеро — південний захід
- Кроулі — захід
- Лінкольн — північний захід

## Виноски
1. ↑  U.S. Decennial Census. United States Census Bureau. Архів оригіналу за 26 квітня 2015. Процитовано 8 червня 2014.
2. ↑  Historical Census Browser. University of Virginia Library. Архів оригіналу за 12 грудня 2009. Процитовано 8 червня 2014.
3. ↑  Population of Counties by Decennial Census: 1900 to 1990. United States Census Bureau. Архів оригіналу за 31 липня 2014. Процитовано 8 червня 2014.
4. ↑  Census 2000 PHC-T-4. Ranking Tables for Counties: 1990 and 2000 (PDF). United States Census Bureau. Архів оригіналу (PDF) за 18 грудня 2014. Процитовано 8 червня 2014.
5. ↑  State & County QuickFacts. United States Census Bureau. Архів оригіналу за 6 червня 2011. Процитовано 8 червня 2014.(англ.) Наведено за англійською вікіпедією.
6. ↑  American FactFinder. Бюро перепису населення США. Архів оригіналу за 29 липня 2011. Процитовано 31 січня 2008.

| США | Це незавершена стаття з географії США. Ви можете допомогти проєкту, виправивши або дописавши її. |